# Smörgåskaviar
Lo smörgåskaviar (in svedese, traducibile come caviale per sandwich) o mätitahna (in finlandese, traducibile come uova di pesce), è una preparazione spalmabile a base di uova di pesce consumata in Svezia e Finlandia.

## Caratteristiche
Nonostante il proprio nome lo smörgåskaviar non contiene caviale, ovvero uova di storione. Si tratta invece di una pasta composta da uova di merluzzo e di una quantità variabile di altri ingredienti come purea di patate, salsa di pomodoro, cipolla, sale e, a volte, aneto o erba cipollina. La preparazione viene in genere proposta in due versioni, quella di base e quella affumicata.

## Produzione

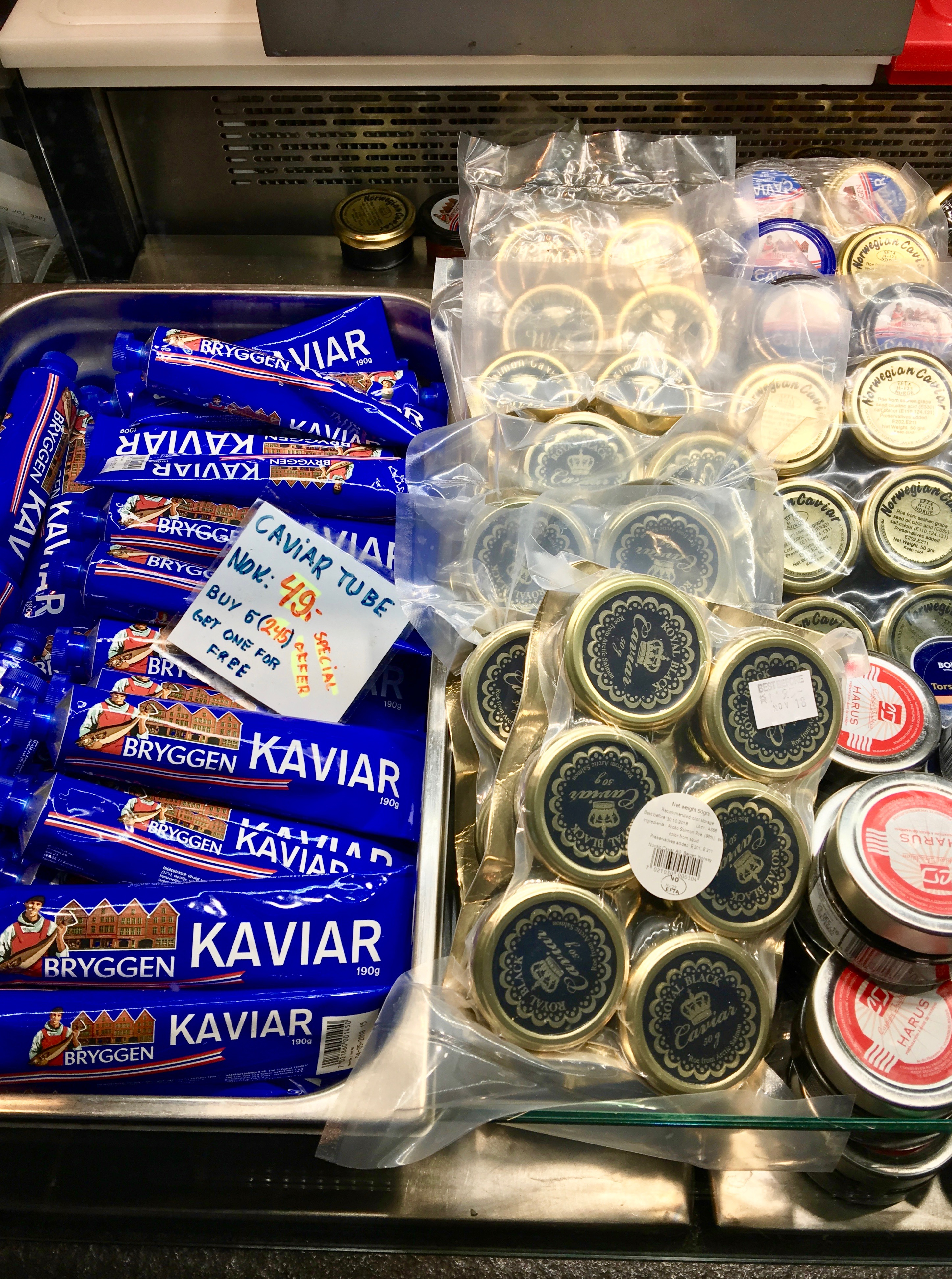
Bergen: banco refrigerato con in vendita tubetti di smörgåskaviar

Lo smörgåskaviar è spesso prodotto industrialmente e viene messo in vendita confezionato in tubetti. Un marchio molto noto è Kalles Kaviar, prodotto da Abba Seafood e distribuito presso i punti vendita IKEA. Nel XXI  secolo in Svezia molte catene di supermercati si sono attrezzate per produrre lo smörgåskaviar con il proprio marchio.

## Usi in cucina

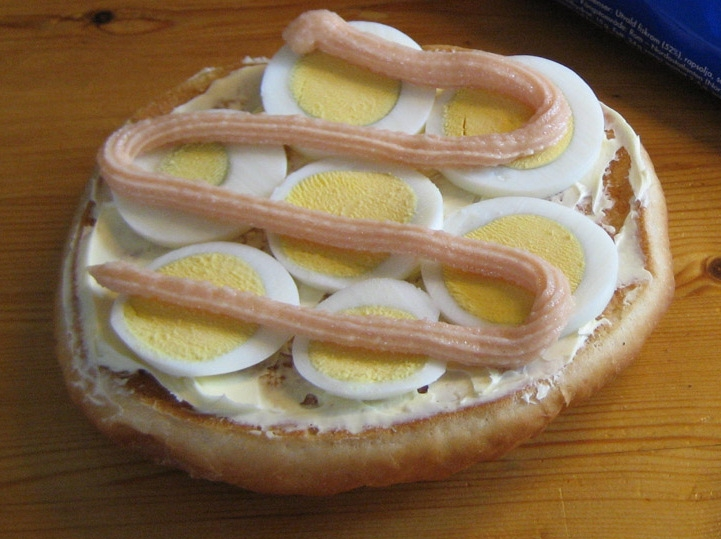
Uova sode con smörgåskaviar

Oltre che come ripieno dei panini la preparazione si può usare per comporre tartine ed è particolarmente indicata per insaporire le uova sode.